# Where Are You? (chanson d'Imaani)
Pour les articles homonymes, voir Where Are You.
Chansons représentant le Royaume-Uni au Concours Eurovision de la chanson
Love Shine a Light
(1997) Say It Again
(1999)
Where Are You? est la chanson de la chanteuse britannique Imaani qui représente le Royaume-Uni au Concours Eurovision de la chanson 1998 à Birmingham, au Royaume-Uni.

## Eurovision 2002
La chanson est présentée en 1998 à la suite d'une sélection interne.
Elle participe directement à la finale du Concours Eurovision de la chanson 1998, le 9 mai 1998, le Royaume-Uni faisant partie du "Big 5".